# Malena Engström
Inger Ester Malena Engström, född 3 april 1967 i Västerås, är en svensk skådespelare.
Under 2012 medverkade Engström i radiopjäsen Tid för ekot, som sändes i Sveriges Radio.

## Filmografi
- 1988 – Enkel resa
- 1998 – Blodsbånd (TV-serie)
- 1999 – Offer och gärningsmän (TV-serie)
- 1999 – Fragile
- 2000 – Färd
- 2000 – Rederiet (TV-serie)
- 2000 – Brottsvåg (TV-serie)
- 2002 – Klassfesten
- 2003 – Min skäggiga mamma
- 2003 – Spung (TV-serie) (till och med 2004)
- 2004 – Barnet dom säger är vårt
- 2004 – Att sörja Linnea
- 2004 – Falla vackert
- 2005 – Wallander – Innan frosten
- 2005 – God morgon alla barn (TV-serie)
- 2005 – 27 sekundmeter snö
- 2011 – Maria Wern - Må döden sova
- 2011 – Maria Wern - Svart fjäril
- 2012 – De närmaste
- 2013 – Wallander – Den orolige mannen
- 2013 – Wallander – Försvunnen
- 2013 – Wallander – Sveket
- 2013 – Wallander – Saknaden
- 2013 – Wallander – Mordbrännaren
- 2015 – Jordskott (TV-serie)
- 2016 – Springfloden (TV-serie)
- 2018 – Springfloden (TV-serie)

## Teater (ej komplett)

### Roller
| År   | Roll     | Produktion            | Regi            | Teater                 |
| ---- | -------- | --------------------- | --------------- | ---------------------- |
| 2003 | Viktoria | Limbo Margareta Garpe | Margareta Garpe | Stockholms stadsteater |

## Priser och utmärkelser
- 2005 – Le Carrousel international du film de Rimouski, Kanada (Camerio för bästa skådespelerska i Falla vackert)
- 2006 – Siena Film Festival, Italien  (bästa skådespelerska i Falla vackert)

### Fotnoter
1. ↑  ”Malena Engström”. Svensk Filmdatabas. http://sfi.se/sv/svensk-filmdatabas/Item/?type=PERSON&itemid=265901&iv=OVERVIEW. Läst 4 augusti 2012.
2. ↑  ”Tid för ekot”. Sveriges Radio. Arkiverad från originalet den 22 februari 2012. https://web.archive.org/web/20120222213040/http://sverigesradio.se/sida/artikel.aspx?programid=965&artikel=4941830#. Läst 4 augusti 2012.